# Dothistroma pini
Dothistroma pini är en svampart som beskrevs av Hulbary 1941. Dothistroma pini ingår i släktet Dothistroma och familjen Mycosphaerellaceae.   Inga underarter finns listade i Catalogue of Life.